# Wyspy Antypodów
Wyspy Antypodów (ang. Antipodes Islands) – grupa wysp wulkanicznych, położona na południowy wschód od Nowej Zelandii i stanowiąca część terytorium tego państwa. Oddalone są około 650 km na południowy wschód od wyspy Stewart. W skład archipelagu wchodzi główna Wyspa Antypodów o powierzchni 20 km², wyspa Bollons (około 2 km²) – oraz liczne niewielkie wysepki. Wyspy te są bezludne.

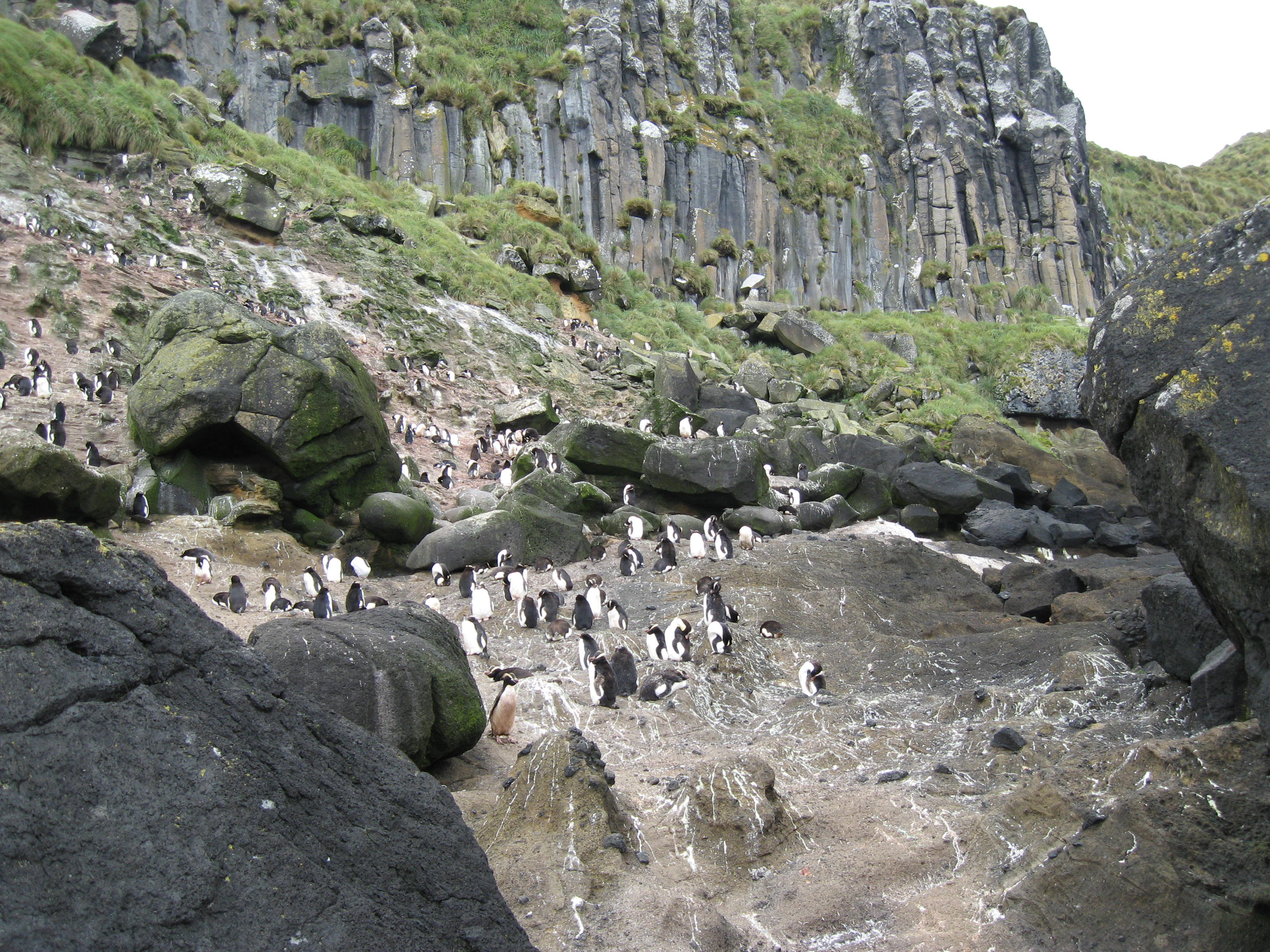
Kolonia pingwinów w wulkanicznym krajobrazie Wyspy Antypodów

Wyspy zostały odkryte w 1800. Podjęto próbę wprowadzenia na nie bydła, która jednak nie powiodła się ze względu na surowy klimat. Najdłużej na wyspie przebywało 11 rozbitków ze statku „Spirit of Dawn”, który rozbił się w 1893 u wybrzeży głównej wyspy. Przez trzy miesiące żywili się głównie surowym mięsem ptaków morskich, nie wiedząc o tym, że na drugim krańcu wyspy znajdował się dobrze zaopatrzony skład materiałów i pożywienia przeznaczony dla rozbitków.

## Nazwa
Odkrywca, kapitan Waterhouse z HMS „Reliance”, nadał tym wyspom nazwę Penantipodes, czyli „bliskie antypodom”, ze względu na położenie bliskie antypodom Londynu. Nazwa została z czasem skrócona do Antipodes, prowadząc do nieporozumień. W rzeczywistości leżą one na antypodach gminy Gatteville-le-Phare, położonej w północnej Francji w pobliżu Cherbourga.

## Fauna i flora
Wyspy Antypodów porastają 74 rodzime gatunki roślin, z których cztery są endemitami. Na wyspach stwierdzono występowanie 150 gatunków bezkręgowców, z których 17% uznaje się za endemiczne. Występują cztery gatunki rodzimych ptaków lądowych: modrolotka zielona (Cyanoramphus unicolor), modrolotka złotawa (Cyanoramphus (malherbi) hochstetteri), bekas auklandzki (Coenocorypha aucklandica meinertzhagenae) i świergotek antypodzki (Corydalla novaeseelandiae steindachneri), oraz sześć gatunków introdukowanych. Na wyspach gnieździ się 21 gatunków ptaków morskich, w tym albatros różowodzioby (Diomedea (exulans) antipodensis) i pingwin szczotkoczuby (Eudyptes sclateri). W 2016 roku Nowa Zelandia przeprowadziła szeroko zakrojoną akcję deratyzacyjną w celu usunięcia około 200 000 myszy domowych zawleczonych na wyspy, które zagrażały rodzimej florze i faunie. Akcja została uwieńczona sukcesem.